# Гуньяр, Симон
Симон Пьер Гуньяр (фр. Simon Pierre Gougnard; род. 17 января 1991, Нивель, Валлония) — бельгийский хоккеист на траве, полузащитника «Драгонс» и национальной сборной Бельгии. Олимпийский чемпион, чемпион мира и чемпион Европы. Также он является серебряным призёром Олимпийских игр.

## Биография
Симон Гуньяр родился 17 января 1991 года в Нивеле.
Учился в Брюссельской школе управления.

## Клубная карьера
Гуньяр играл за «Ватерлоо Дакс» до 2009 года, после чего переехал в Нидерланды и стал играть за «Тилбург». В следующем сезоне он перешёл в клуб «Оранье Цварт». В 2012 году он вернулся в Бельгию из-за учёбы. Он отыграл один год в Бельгии за «Рейсинг Брюссель».
В 2013 году Гуньяр вернулся в Нидерланды и подписал двухлетний контракт с клубом «Блумендаль». Он играл там до 2015 года, а затем вернулся в Брюссель. В 2017 году он вновь подписал контракт с «Ватерлоо Дакс». В апреле 2019 года Гуньяр согласился играть за «Лёвен» с сезона 2019/2020 годов. Во время проведения Еврохоккейной лиги в том году «Ватерлоо Дакс» стали первым бельгийским клубом, выигравшим Еврохоккейную лигу. В 2021 году Гуньяр покинул «Лёвен» и перешёл в клуб «Драгонс».

## Международная карьера
На летних Олимпийских играх 2012 года он выступал за национальную команду в мужском турнире. Гуньяр вошёл в состав сборной Бельгии на чемпионат Европы 2013 года, где стал серебряным призёром. Турнир проходил в Бельгии в городе Бом. Завоевал серебро на Олимпийских играх в Рио-де-Жанейро в 2016 году. На чемпионате мира 2018 года в Бхубанешваре он узнал о том, что скончался его отец. Матч против Англии на следующий день проходил в память о покойном отце. Гуньяр забил второй гол в том матче, и в конце концов они выиграли турнир, победив Нидерланды в финале. В августе 2019 года он был включён в сборную Бельгии на чемпионат Европы по хоккею 2019 года. Бельгия впервые стала чемпионом Европы, победив Испанию со счётом 5:0 в финале. 25 мая 2021 года он был включён в состав на чемпионат Европы по хоккею 2021 года, где завоевал бронзу. Затем он принял участие на Олимпийских играх, где завоевал золотую медаль.